# جوزيف بي. سميث
جوزيف بي. سميث (بالإنجليزية: Joseph B. Smith)‏ هو ضابط أمريكي، ولد في 1826 في بلفاست في الولايات المتحدة، وتوفي في 8 مارس 1862 في نيوبورت نيوز في الولايات المتحدة.